# 好奇心 (映画)
『好奇心』（こうきしん、原題：Le Souffle au Coeur、英題：Murmur of the Heart）は、1971年のフランス、イタリア、西ドイツ合作映画。TV放送時題名「禁断の個人教授 好奇心」「14歳は知りたい年頃 好奇心」。

## 解説
母に愛人がいると知った思春期の少年の物語。
BGMにはチャーリー・パーカーをはじめとしたジャズ音楽が採用されている。

## スタッフ
- 監督：ルイ・マル
- 製作：ヴァンサン・マル、クロード・ネジャール
- 脚本：ルイ・マル、クロード・ネジャール
- 音楽：チャーリー・パーカー、ガストン・フレーチェ、アンリ・レナウド
- 撮影：リカルド・アロノヴィッチ
- 編集：シュザンヌ・バロン、キャサリン・ブラジエ・スノプコ、ソランジュ・レプリンス
- 美術：ジャン・ジャック・カジオ、フィリップ・ターラー
- メイクアップ：ジャッキー・ライナル
- 提供：フランツ・ザイツ・フィルムプロダクション、マリアンヌ・プロダクションズ、NEFフィルムプロダクション・アンド・ヴェルトリーブス、ヴィデス・シネマトグラフィカ
- 日本語字幕：清水俊二（劇場公開版）、寺尾次郎（ブルーレイ版）[1]

## キャスト
| 役名                 | 俳優               | 日本語吹替                                                           |
| 役名                 | 俳優               | 日本テレビ版                                                         |
| -------------------- | ------------------ | -------------------------------------------------------------------- |
| ローラン・シュバリエ | ブノワ・フェルー   | 塩屋翼                                                               |
| 母親                 | レア・マッサリ     | 今井和子                                                             |
| 父親                 | ダニエル・ジェラン | 内田稔                                                               |
| 不明 その他          |                    | 白石幸長 平賀誠吾 麻生美代子 水鳥鉄夫 井上真樹夫 石崎恵美子 塩沢兼人 |
|                      |                    |                                                                      |
| 演出                 | 演出               | 近森啓祐                                                             |
| 翻訳                 | 翻訳               | 榎あきら                                                             |
| 効果                 |                    |                                                                      |
| 調整                 |                    |                                                                      |
| 制作                 | 制作               | オムニバスプロモーション                                             |
| 解説                 |                    |                                                                      |
| 初回放送             | 初回放送           | 1975年12月17日 『水曜ロードショー』                                  |

## ストーリー
婦人科の医者である父、イタリア娘の母の元に生まれたローランは、男の子三人兄弟の末っ子。やんちゃ盛りの兄たちの下で、日々を楽しく過ごしていた。ある日、病気が判ったローランは、母と二人で遠くの土地にあるホテルで長期療養することになるが...